# Вбивство у нічному поїзді
«Вбивство у нічному поїзді» («Gecə qatarında qətl») — радянський художній фільм 1990 року, знятий режисером Абдулом Махмудовим на студіях «Універсал» і «Азербайджанфільм».

## Сюжет
Повернувшись з Афганістану, Рустам потрапляє в банду Нагієва, яка спеціалізується на перевезеннях сумнівних вантажів. В одну з поїздок його зупиняє патруль — і незабаром він опиняється за ґратами. Нагієв і тут дає йому знати про себе, продовжуючи виплачувати зарплату. Звільнившись, Рустам усвідомлює злочинність своєї діяльності, але каяття приходить до нього занадто пізно…

## У ролях
- Фахраддін Манафов — Рустам
- Гасанага Турабов — Нагієв
- Діана Мала — Марина
- В'ячеслав Ковтун — Одесит
- Фірудин Мехтієв — шеф
- Мухтар Манієв — Верзила
- Яшар Адигьозялов — Шовкат-ага
- Юсіф Мухтаров — Пахан
- Надір Азмаммедов — помічник
- Наїля Зейналова — секретар
- Ельміра Шабанова — Анна, мати Рустама
- Н. Даміров — міліціонер
- Ніямеддін Мусаєв — член мафії
- Рафік Карімов — епізод
- Л. Гусейнова — епізод
- Ділара Балаханова — епізод
- Рафік Оруджов — епізод
- Гюмрах Рагімов — Гюмрах
- Шаїн Синарія — епізод
- Мубаріз Аліханоглу — власник ресторану
- Гусейн Мурадов — таксист
- Д. Раєв — епізод
- Сабір Султанов — епізод
- М. Байларова — епізод
- Лала Багірова — Анжела
- Гюльхар Гасанова — мати божевільної дівчини
- Кюбра Дадашева — божевільна дівчина
- Олександр Кшиновлогер — гравець
- Алі Мамедов — ув'язнений

## Знімальна група
- Режисер — Абдул Махмудов
- Сценаристи — Абдул Махмудов, Натіг Расулзаде
- Оператор — Кенан Мамедов
- Композитор — Аріф Меліков
- Художник — Кяміль Наджафзаде